# Herr Kolpert
Herr Kolpert ist ein Theaterstück des deutschen Dramatikers David Gieselmann. 

## Aufführungen
Das Stück wurde am 10. Mai 2000 am Royal Court Theatre in London in der Übersetzung von David Tushingham uraufgeführt, für den Autorenpreis des Heidelberger Stückemarktes nominiert und auf deutschen Bühnen, sowie in 24 Ländern (u. a. in der Türkei, Skandinavien, Island, Italien, Griechenland, Frankreich, Polen, Israel, Neuseeland, Australien und den USA) nachgespielt.
Herr Kolpert erlebte seine deutsche Erstaufführung am 12. Dezember 2000 an der Schaubühne am Lehniner Platz in Berlin in einer Inszenierung von Marius von Mayenburg und Wulf Twiehaus. Im Januar 2012 begann Nurkan Erpulat seine Hausregie am Düsseldorfer Schauspielhaus mit einer merklich abgeänderten Version des Stücks.

## Kurzbeschreibung
Sarah und Ralf haben Edith und Bastian zum Abendessen eingeladen. Essbares haben die beiden aber nicht im Haus. Egal, es gibt ja Lieferservice. Den Gastgebern geht es ohnehin nicht ums Essen, sondern darum, sich köstlich zu amüsieren, sehr gerne auf Kosten der Gäste. Mit der Behauptung, einen Mord begangen und die Leiche noch in der Wohnung zu haben, lösen die Gastgeber nach einer ersten Irritation bei ihren Gästen Angst und Schrecken aus. Je später der Abend, desto größer der Horror. Zu dumm, dass Sarah und Ralf keine Ahnung hatten, welche Kräfte und Abgründe in Edith schlummern, denn zu später Stunde eskaliert die Situation. 

## Kritik
„Gieselmann versteht es, Situationen präzise zu entwerfen ... Das Stück folgt einer Dramaturgie der kalkulierten Überraschungen. Zum Vergnügen der Zuschauer.“

„Besser und schwärzer kann eine Komödie nicht sein.“

„... Gieselmanns Stücke (am bekanntesten immer noch der „Herr Kolpert“) bersten vor irrem und albernem Dialogwitz. Die Sprache verselbständigt sich in seinen Figuren, verunfallt in Freud'schen Versprechern, landet beim falschen Adressaten oder berauscht sich an überschnappenden Wiederholungen. All das hat schwere Schlagseite zur Comedy. Aber ist das schon alles? ...“

## Rezeption
Die rabenschwarze Komödie erinnert von ihrem Aufbau her an Edward Albees Wer hat Angst vor Virginia Woolf?, und Komödienklassiker wie Cocktail für eine Leiche von Alfred Hitchcock und Arsen und Spitzenhäubchen von Joseph Kesselring. 
Allerdings dreht David Gieselmann die Schraube der Gewalt mit absurden Einfällen noch einige Grade weiter, Mord wird regelrecht zu einem Akt der Emanzipation umdefiniert. Den Figuren des Stückes sind Gefühle wie Mitmenschlichkeit und gegenseitige Achtung („Pietät. Ich weiß gar nicht, was das ist.“) oder gar ein ethisch-moralisches Wertesystem nahezu vollständig abhandengekommen. Auf der Suche nach dem ultimativen Kick („Oder wir haben uns getäuscht und jemanden umbringen ist völlig normal“) gehen sie buchstäblich über Leichen.
Nurkan Erpulat versuchte 2012 mit seiner Inszenierung des Stückes am Düsseldorfer Schauspielhaus scheinbar die Motivlage für Gewaltexzesse zu schärfen und näher an aktuelle Debatten heranzurücken. Sind die Gastgeber bei Gieselmann nicht zuletzt gelangweilte Snobs, die ein gesteigertes Sein erfahren möchten, so werden sie bei Erpulat zu Wohnzimmerterroristen, die für obskure Ideale kämpfen.

## Erstaufführungen
- Brasilien: 3. August 2012, Centro Municipal de Cultura, Porto Alegre (Übersetzung: Marcos Barbosa)
- Lettland: 9. Mai 2012, Gertrudas ielas teatris (Übersetzung: Inga Rozentale, Regie: Karlis Krumins)
- Rumänien: 17. April 2011, Teatrul Andrei Muresanu, Sfantu Gheorghe (Übersetzung: Sebastian Marina / Claudiu Mihaiu; Regie: Cristian Ban)
- Israel: 25. Mai 2010, Tmu’na Theatre Tel Aviv (Übersetzung: Eynat Baranovsky / Muli Shulman; Regie: Muli Shulman)
- Bulgarien: 16. April 2010, Sofia Theatre (Regie: Kris Sharkov)
- Türkei: 22. November 2008, National Theater Ankara (Übersetzung: Sibel Arslan Yesilay; Regie: Hakan Çimenser)
- Island: 28. Oktober 2006, Leikfélag Akureyrar (Übersetzung: Bjarni Jónsson íslenskaði; Regie: Jón Páll Eyjólfsson)
- USA: 14. Januar 2006, Odyssey Theatre, Los Angeles (Regie: Scott Cummins)
- Russland: 16. September 2005, Globus Theater Nowosibirsk (Übersetzung: Leonard Buchow; Regie: Roman Kozak)
- Litauen: 11. Mai 2005, Kaunas Drama Theater (Übersetzung: Jurate Pieslyte; Regie: Sakalas Uždavinys)
- Neuseeland: 1. Dezember 2004, Silo Theatre, Auckland (Regie: Shane Bosher)
- Irland: 6. Oktober 2004, Granary Theatre, Cork (Regie: Brian Desmond)
- Ungarn: 15. April 2004, MU Színház, Budapest (Übersetzung: András Forgách; Regie: Edit Illés)
- Slowakei: 1. Dezember 2003, Arena Theater, Bratislava (Übersetzung und Regie: Marián Amsler)
- Dänemark: 26. September 2003, Aarhus Teater (Übersetzung: Nina Davidsen & Jens Bille; Regie: Rune David Grue)
- Tschechien: 22. Mai 2003, Theater Na Zábradlí, Prag (Übersetzung: Radka Denemarková; Regie: Jirí Pokorný)
- Frankreich: 12. November 2002, Comédie de Valence (Übersetzung: Henri-Alex Baatsch; Regie: Christophe Perton)
- Australien: 5. Februar 2002, Sydney Theatre Company (Regie: Benedict Andrews)
- Schweden: 2. Februar 2002, Borås Stadsteater (Übersetzung: Ulf-Peter Hallberg; Regie: Susanne Hallvares)
- Griechenland: 20. November 2001, Theater Tritä, Athen (Übersetzung: Georgos Depastas; Regie: Viky Georgiadou)
- Finnland: 2. November 2001, Stadttheater Turku (Übersetzung: Jukka-Pekka Pajunen)
- Deutschland: 13. Dezember 2000, Schaubühne am Lehniner Platz, Berlin (Regie: Marius von Mayenburg und Wulf Twiehaus)
- Italien: 22. September 2000, Teatro della Limonaia, Florenz (Übersetzung: Silvia Candida; Regie: Ingo Kerkhof)
- Uraufführung: 10. Mai 2000, Royal Court Theatre, London (Übersetzung: David Tushingham; Regie: Richard Wilson)